# Remoães
Remoães é uma povoação portuguesa do Município de Melgaço que foi sede da extinta Freguesia de Remoães, freguesia que tinha 0,96 km² de área e 98 habitantes (2011), e, por isso, uma densidade populacional de 102,1 h/km².
A Freguesia de Remoães foi extinta (agregada) pela reorganização administrativa de 2012/2013, tendo o seu território sido agregado ao da Freguesia de Prado para criar a União de Freguesias de Prado e Remoães.

## População
| População da freguesia de Remoães | População da freguesia de Remoães | População da freguesia de Remoães | População da freguesia de Remoães | População da freguesia de Remoães | População da freguesia de Remoães | População da freguesia de Remoães | População da freguesia de Remoães | População da freguesia de Remoães | População da freguesia de Remoães | População da freguesia de Remoães | População da freguesia de Remoães | População da freguesia de Remoães | População da freguesia de Remoães | População da freguesia de Remoães |
| --------------------------------- | --------------------------------- | --------------------------------- | --------------------------------- | --------------------------------- | --------------------------------- | --------------------------------- | --------------------------------- | --------------------------------- | --------------------------------- | --------------------------------- | --------------------------------- | --------------------------------- | --------------------------------- | --------------------------------- |
| 1864                              | 1878                              | 1890                              | 1900                              | 1911                              | 1920                              | 1930                              | 1940                              | 1950                              | 1960                              | 1970                              | 1981                              | 1991                              | 2001                              | 2011                              |
| 176                               | 186                               | 193                               | 165                               | 188                               | 248                               | 212                               | 237                               | 222                               | 224                               | 191                               | 169                               | 140                               | 124                               | 98                                |

| Distribuição da População por Grupos Etários | Distribuição da População por Grupos Etários | Distribuição da População por Grupos Etários | Distribuição da População por Grupos Etários | Distribuição da População por Grupos Etários | Distribuição da População por Grupos Etários | Distribuição da População por Grupos Etários | Distribuição da População por Grupos Etários | Distribuição da População por Grupos Etários | Distribuição da População por Grupos Etários |
| -------------------------------------------- | -------------------------------------------- | -------------------------------------------- | -------------------------------------------- | -------------------------------------------- | -------------------------------------------- | -------------------------------------------- | -------------------------------------------- | -------------------------------------------- | -------------------------------------------- |
| Ano                                          | 0-14 Anos                                    | 15-24 Anos                                   | 25-64 Anos                                   | > 65 Anos                                    |                                              | 0-14 Anos                                    | 15-24 Anos                                   | 25-64 Anos                                   | > 65 Anos                                    |
| 2001                                         | 10                                           | 14                                           | 68                                           | 32                                           |                                              | 8,1%                                         | 11,3%                                        | 54,8%                                        | 25,8%                                        |
| 2011                                         | 9                                            | 9                                            | 46                                           | 34                                           |                                              | 9,2%                                         | 9,2%                                         | 46,9%                                        | 34,7%                                        |